# Villefloure
Villefloure – miejscowość i gmina we Francji, w regionie Oksytania, w departamencie Aude.
Według danych na rok 1990 gminę zamieszkiwały 82 osoby, a gęstość zaludnienia wynosiła 5 osób/km² (wśród 1545 gmin Langwedocji-Roussillon Villefloure plasuje się na 819. miejscu pod względem liczby ludności, natomiast pod względem powierzchni na miejscu 484.).